# Laura García Hoppe
Laura García Hoppe (Màlaga, 21 d'agost de 1853 – Nova York, 1946) va ser una pintora espanyola vinculada a la Institución Libre de Enseñanza. Alumna del paisatgista Cristóbal Férriz i de Joaquín Sorolla, va ser esposa de Hermenegildo Giner de los Ríos i mare de Gloria Giner de los Ríos García i de Bernardo Giner de los Ríos García.
Era filla de Laureano García Fiel i de Josefa Hoppe Rute, emparentada amb la família Giner de los Ríos, i es va iniciar en la pintura a la seva ciutat natal, amb Férriz i el pintor alcoià Lorenzo Casanova. A les exposicions nacionals de Màlaga va obtenir dues segones medalles, una de les quals per "La niña de las cerezas" (1894) que també va rebre esment d'honor a l'Exposició de Belles Arts i Indústries Artístiques de Barcelona, de 1895. Posteriorment concorreria a l'Exposició Nacional de Belles Arts de 1901. Sembla que també participà en les dues exposicions femeninas que es van celebrar a la Sala Parés de Barcelona els anys 1898 i 1899, en les quals presenta Paisaje i El Timbaler, en la primera, i Gladiador Mort el 1899.
Com a escriptora, va publicar la novel·la La samaritana (en la popular colección Diamante, que més tard apareixeria com a fulletó per lliuraments en el diari portuguès Correio da Noite) i El hogar del tracto social (Barcelona, 1907), obra pedagògica de tendència feminista. Va repartir la seva vida, a més de Màlaga, a Barcelona, Madrid, Granada (ciutats on va tenir destinació professional el seu marit, professor en diversos Instituts de Batxillerat), i va morir en l'exili, a Nova York, a casa de la seva filla Gloria, esposa del ministre republicà Fernando de los Ríos Urruti.